# Jøssunds kommun
Jøssunds kommun (norska: Jøssund kommune) var en kommun i Sør-Trøndelag fylke i Norge. Kommunen omfattade den norra delen av nuvarande Ørlands kommun. Byn Jøssund utgjorde kommunens centralort.

## Administrativ historik
Jøssunds kommun upprättades den 1 januari 1896 genom utbrytning ur Åfjords kommun. Kommunen hade 1 529 invånare vid upprättandet.
Den 1 januari 1964 gick kommunen, tillsammans med Nes kommun och en del av Stjørna kommun, upp i Bjugns kommun. Kommunens hade då 1 917 invånare.
Området utgör sedan den 1 januari 2020 en del av Ørlands kommun.

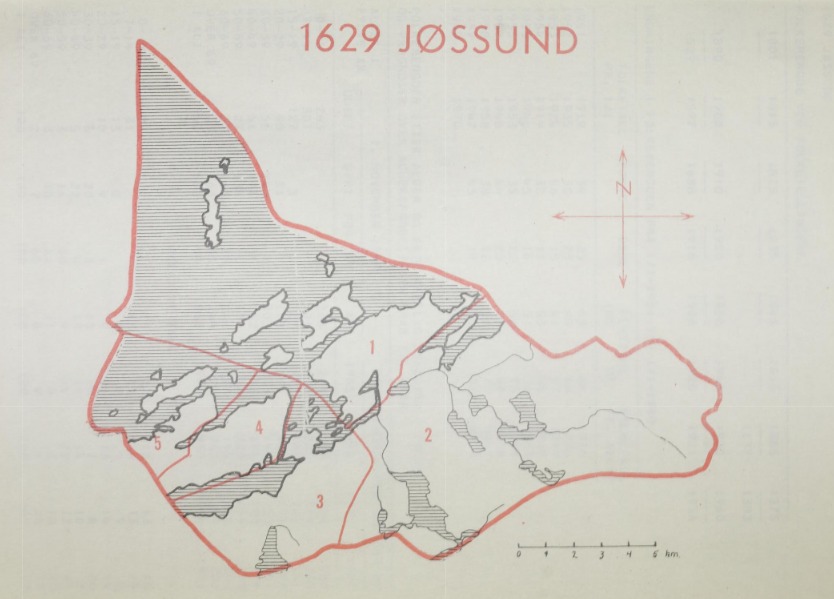
Karta över den tidigare kommunen som den såg ut 1960. Området utgör idag en del av Ørlands kommun.